# Аня Міттаг
Аня Міттаг (нім. Anja Mittag; 16 травня 1985, Карл-Маркс-Штадт) — німецька футболістка, Олімпійська чемпіонка.

## Ігрова кар'єра
Вихованка футбольних клубів «Хемніц», ФК «Хемніцер» і «Ерцгебірге Ауе»
З 2002 по 2006 захищала кольори клубу «Потсдам», згодом один сезон відіграла за шведський «QBIK» після чого повернулась до «Потсдаму» і виступала до кінця 2011 року.
З 2012 по 2015 захищала кольори шведського клубу «Русенгорд», 25 травня 2015 підписала дворічний контракт з французьким «Парі Сен-Жермен». 30 серпня 2016, уклала дворічний контракт з «Вольфсбургом». 31 березня 2017 уклала контракт з шведським «Русенгорд».

## Збірна
У складі національної збірної Німеччини дебютувала 31 березня 2004 в товариському матчі проти збірної Італії. Олімпійська чемпіонка 2016.

### Голи в складі збірної
| Міттаг – голи за національну збірну | Міттаг – голи за національну збірну | Міттаг – голи за національну збірну | Міттаг – голи за національну збірну | Міттаг – голи за національну збірну | Міттаг – голи за національну збірну |
| #                                   | Дата                                | Суперник                            | Гол                                 | Рахунок                             | Турнір                              |
| ----------------------------------- | ----------------------------------- | ----------------------------------- | ----------------------------------- | ----------------------------------- | ----------------------------------- |
| 1.                                  | 11 березня 2005                     | Норвегія                            | 1–0                                 | 4–0                                 | Кубок Алгарве 2005                  |
| 2.                                  | 9 червня 2005                       | Італія                              | 4–0                                 | 4–0                                 | ЧЄ-2005                             |
| 3.                                  | 12 березня 2007                     | Данія                               | 1–0                                 | 3–0                                 | Кубок Алгарве 2007                  |
| 4.                                  | 12 березня 2007                     | Данія                               | 2–0                                 | 3–0                                 | Кубок Алгарве 2007                  |
| 5.                                  | 12 квітня 2007                      | Нідерланди                          | 2–1                                 | 5–1                                 | Кваліфікація ЧЄ-2009                |
| 6.                                  | 12 серпня 2008                      | Північна Корея                      | 1–0                                 | 1–0                                 | Олімпійські ігри 2008               |
| 7.                                  | 22 квітня 2009                      | Бразилія                            | 1–0                                 | 1–1                                 | Товариський матч                    |
| 8.                                  | 24 серпня 2009                      | Норвегія                            | 3–0                                 | 4–0                                 | ЧЄ-2009                             |
| 9.                                  | 1 березня 2010                      | КНР                                 | 2–0                                 | 5–0                                 | Кубок Алгарве 2010                  |
| 10.                                 | 1 березня 2010                      | КНР                                 | 3–0                                 | 5–0                                 | Кубок Алгарве 2010                  |
| 11.                                 | 29 лютого 2012                      | Ісландія                            | 1–0                                 | 1–0                                 | Кубок Алгарве 2012                  |
| 12.                                 | 5 квітня 2012                       | Швейцарія                           | 2–0                                 | 6–0                                 | Кваліфікація ЧЄ-2013                |
| 13.                                 | 15 вересня 2012                     | Казахстан                           | 4–0                                 | 7–0                                 | Кваліфікація ЧЄ-2013                |
| 14.                                 | 19 вересня 2012                     | Туреччина                           | 2–0                                 | 10–0                                | Кваліфікація ЧЄ-2013                |
| 15.                                 | 20 жовтня 2012                      | США                                 | 1–1                                 | 1–1                                 | Товариський матч                    |
| 16.                                 | 5 квітня 2013                       | США                                 | 3–3                                 | 3–3                                 | Товариський матч                    |
| 17.                                 | 28 липня 2013                       | Норвегія                            | 1–0                                 | 1–0                                 | Кваліфікація ЧЄ-2013                |
| 18.                                 | 26 жовтня 2013                      | Словенія                            | 3–0                                 | 13–0                                | Кваліфікація ЧС-2015                |
| 19.                                 | 26 жовтня 2013                      | Словенія                            | 5–0                                 | 13–0                                | Кваліфікація ЧС-2015                |
| 20.                                 | 26 жовтня 2013                      | Словенія                            | 9–0                                 | 13–0                                | Кваліфікація ЧС-2015                |
| 21.                                 | 23 листопада 2013                   | Словаччина                          | 2–0                                 | 6–0                                 | Кваліфікація ЧС-2015                |
| 22.                                 | 23 листопада 2013                   | Словаччина                          | 3–0                                 | 6–0                                 | Кваліфікація ЧС-2015                |
| 23.                                 | 27 листопада 2013                   | Хорватія                            | 4–0                                 | 8–0                                 | Кваліфікація ЧС-2015                |
| 24.                                 | 7 березня 2014                      | КНР                                 | 1–0                                 | 1–0                                 | Кубок Алгарве 2014                  |
| 25.                                 | 10 березня 2014                     | Норвегія                            | 3–1                                 | 3–1                                 | Кубок Алгарве 2014                  |
| 26.                                 | 12 березня 2014                     | Японія                              | 2–0                                 | 3–0                                 | Кубок Алгарве 2014                  |
| 27.                                 | 10 квітня 2014                      | Словенія                            | 2–0                                 | 4–0                                 | Кваліфікація ЧС-2015                |
| 28.                                 | 10 квітня 2014                      | Словенія                            | 4–0                                 | 4–0                                 | Кваліфікація ЧС-2015                |
| 29.                                 | 8 травня 2014                       | Словаччина                          | 2–0                                 | 9–1                                 | Кваліфікація ЧС-2015                |
| 30.                                 | 8 травня 2014                       | Словаччина                          | 9–0                                 | 9–1                                 | Кваліфікація ЧС-2015                |
| 31.                                 | 17 вересня 2014                     | Ірландія                            | 2–0                                 | 2–0                                 | Кваліфікація ЧС-2015                |
| 32.                                 | 6 березня 2015                      | КНР                                 | 1–0                                 | 2–0                                 | Кубок Алгарве 2015                  |
| 33.                                 | 11 березня 2015                     | Швеція                              | 1–0                                 | 2–1                                 | Кубок Алгарве 2015                  |
| 34.                                 | 7 червня 2015                       | Кот-д'Івуар                         | 3–0                                 | 10–0                                | ЧС-2015                             |
| 35.                                 | 7 червня 2015                       | Кот-д'Івуар                         | 5–0                                 | 10–0                                | ЧС-2015                             |
| 36.                                 | 7 червня 2015                       | Кот-д'Івуар                         | 6–0                                 | 10–0                                | ЧС-2015                             |
| 37.                                 | 11 червня 2015                      | Норвегія                            | 1–0                                 | 1–1                                 | ЧС-2015                             |
| 38.                                 | 20 червня 2015                      | Швеція                              | 1–0                                 | 4–1                                 | ЧС-2015                             |
| 39.                                 | 25 жовтня 2015                      | Туреччина                           | 2–0                                 | 7–0                                 | Кваліфікація ЧЄ-2017                |
| 40.                                 | 9 березня 2016                      | США                                 | 1–0                                 | 1–2                                 | Кубок SheBelieves 2016              |
| 41.                                 | 8 квітня 2016                       | Туреччина                           | 2–0                                 | 6–0                                 | Кваліфікація ЧЄ-2017                |
| 42.                                 | 12 квітня 2016                      | Хорватія                            | 2–0                                 | 2–0                                 | Кваліфікація ЧЄ-2017                |
| 43.                                 | 22 липня 2016                       | Гана                                | 1–0                                 | 11–0                                | Товариський матч                    |
| 44.                                 | 22 липня 2016                       | Гана                                | 7–0                                 | 11–0                                | Товариський матч                    |
| 45.                                 | 22 липня 2016                       | Гана                                | 8–0                                 | 11–0                                | Товариський матч                    |
| 46.                                 | 22 липня 2016                       | Гана                                | 9–0                                 | 11–0                                | Товариський матч                    |
| 47.                                 | 22 October 2016                     | Австрія                             | 1–0                                 | 4–2                                 | Товариський матч                    |
| 48.                                 | 22 October 2016                     | Австрія                             | 2–0                                 | 4–2                                 | Товариський матч                    |
| 49.                                 | 25 жовтня 2016                      | Нідерланди                          | 3–1                                 | 4–2                                 | Товариський матч                    |
| 50.                                 | 7 березня 2017                      | Англія                              | 1–0                                 | 1–0                                 | Кубок SheBelieves 2017              |

Джерело:

## Титули і досягнення

### Клубні
«Потсдам»
- Чемпіонка Німеччини (5): 2004, 2006, 2009, 2010, 2011
- Володарка Кубка Німеччини (3): 2004, 2005, 2006
- Володарка Ліги чемпіонів (2): 2005, 2010

«Русенгорд»
- Чемпіонка Швеції (2): 2013, 2014
- Володарка Суперкубку Швеції (2): 2012, 2015

### Збірна
- Чемпіонка Європи серед юніорок (U-19) (1): 2002
- Чемпіонка світу серед юніорок (U-20) (1): 2004
- Чемпіонка світу (1): 2007
- Чемпіонка Європи (3): 2005, 2009, 2013
- Олімпійська чемпіонка (1): 2016.